# Котельницы (Ярославская область)
Котельницы — деревня в Ивняковском сельском поселении Ярославского района Ярославской области России.

## География

Дорога на Котельницы

Деревня расположена на левом берегу реки Пахма. В непосредственной близости протекает эта же река. На севере от деревни находятся садоводческие товарищества, на западе — урочище Ларино.

## История
В 2006 году деревня вошла в состав Ивняковского сельского поселения образованного в результате слияния Ивняковского и Бекреневского сельсоветов.

## Население
| 2007 | 2010 |
| ---- | ---- |
| 1    | ↗5   |

### Историческая численность населения
По состоянию на 1859 год в деревне было 19 домов и проживало 79 человека.
По состоянию на 2002 год в деревне не было постоянного населения.

### Национальный и гендерный состав
Согласно результатам переписи 2010 года население составляют 3 мужчины и 2 женщины.

## Инфраструктура
Основа экономики — личное подсобное хозяйство. По состоянию на 2021 год большинство домов используется жителями для постоянного проживания и проживания в летний период. Вода добывается жителями из личных колодцев. Ближайший магазин находится в СНТ «Лесное-2».
Почтовое отделение №150508, расположенное в селе Сарафоново, на март 2022 года обслуживает в деревне 13 домов.

## Транспорт
Котельницы расположены в 6,3 км от села Сарафоново. От Сарафоново до развилки на садоводческие товарищества идёт асфальтированная дорога, от садоводческих товариществ до деревни — грунтовая.